# Robert Z. Leonard
Robert Zigler Leonard (Chicago, 7 ottobre 1889 – Beverly Hills, 27 agosto 1968) è stato un regista, attore e produttore cinematografico statunitense.

## Biografia
Iniziò la sua carriera cinematografica come attore per la Selig Polyscope Company, compagnia di produzione di Chicago, sua città natale. Debuttò nel cortometraggio Damon and Pythias, diretto da Otis Turner.

## Vita privata
Si sposò due volte, sempre con un'attrice: la prima volta con la diva Mae Murray, con cui fondò la casa di produzione Tiffany. La seconda volta, l'8 giugno 1926, con Gertrude Olmstead: un matrimonio felice che durò 42 anni, fino alla morte del regista.
Robert Z. Leonard morì il 27 agosto 1968, a 78 anni. È stato sepolto al Forest Lawn Memorial Park di Glendale (Los Angeles). Riposa accanto alla moglie, morta nel 1975.

## Riconoscimenti
È stato candidato due volte ai Premi Oscar come miglior regista, nel 1930 per La divorziata (The Divorcee) e nel 1937 per Il paradiso delle fanciulle (The Great Ziegfeld).
Per il suo contributo all'industria cinematografica, gli è stata assegnata una stella sull'Hollywood Walk of Fame al 6368 Hollywood Blvd.

## Filmografia

### Regista

#### 1913
- A Woman's Folly  (1913)
- When the Prince Arrived - cortometraggio (1913)
- Sally Scraggs: Housemaid - cortometraggio  (1913)
- The Diamond Makers (1913)

#### 1914
- Michael Arnold and Doctor Lynn (1914)
- The Mud Bath Elopement (1914)
- From Father to Son - cortometraggio (1914)
- The Fourth Proposal - cortometraggio (1914)
- A Race with Death (1914)
- The Boob's Honeymoon (1914)
- For the Family Honor - cortometraggio (1914)
- The Senator's Bill - cortometraggio (1914)
- In the Eye of the Law (1914)
- The Ruby Circle (1914)
- A Boob Incognito (1914)
- Mountain Law - cortometraggio (1914)
- A Man, a Girl and Another Man - cortometraggio (1914)
- A Boob There Was (1914)
- Shadowed Lives (1914)
- Swede Larson (1914)
- A Law Unto Himself (1914)
- The Sherlock Boob (1914)
- The House of Discord - cortometraggio (1914)
- When Fate Disposes (1914)
- The Bowl of Roses (1914)
- For the Secret Service (1914)
- The Boob's Nemesis (1914)
- The Mistress of Deadwood Basin (1914)
- The Boob's Legacy (1914)
- The Master Key (1914)

#### 1915
- Mavis of the Glen (1915)
- Shattered Memories (1915)
- The Silent Command (1915)
- A Boob's Romance (1915)
- Betty's Dream Hero (1915)
- Heritage (1915)
- The Little Blonde in Black  (1915)
- Both Sides of Life, co-regia di Lynn Reynolds (1915)
- Judge Not or The Woman of Mona Diggings (1915)
- Idols of Clay (1915)
- Christmas Memories (1915)

#### 1916
- The Boob's Victory (1916)
- The Silent Member (1916)
- Secret Love (1916)
- Yust from Sweden (1916)
- The Winning of Miss Construe  (1916)
- The Crippled Hand (1916)
- The Woman Who Followed Me  (1916)
- The Silent Man of Timber Gulch (1916)
- The Love Girl (1916)
- Little Eve Edgarton (1916)
- The Unfinished Case (1916)
- The Evidence (1916)
- The Plow Girl (1916)
- The Eagle's Wing (1916)

#### 1917
- The Diamond Thieves - cortometraggio (1917)
- Life's Pendulum - cortometraggio (1917)
- Robinson Crusoe - cortometraggio (1917)
- The Sin Unatoned - cortometraggio (1917)
- On Record (1917)
- The Human Flame - cortometraggio (1917)
- Racing Death - cortometraggio (1917)
- Please Be My Wife - cortometraggio (1917)
- A Mormon Maid (1917)
- The Forest Nymph - cortometraggio (1917)
- The Primrose Ring  (1917)
- At First Sight (1917)
- The Punishment (1917)
- Princess Virtue (1917)
- Face Value (1917)

#### 1918
- The Bride's Awakening (1918)
- Cuor di donna (Her Body in Bond) (1918)
- Amore moderno (Modern Love) (1918)
- Danger, Go Slow (1918)

#### 1919
- The Scarlet Shadow (1919)
- La diva del Tabarin (The Delicious Little Devil) (1919)
- What Am I Bid? (1919)
- Big Little Person (1919)
- The Way of a Woman (1919)
- The Miracle of Love (1919)

#### Anni venti
- Stronger Than Death, co-regia di Herbert Blaché, Charles Bryant (1920)
- April Folly (1920)
- The Restless Sex, co-regia di Leon D'Usseau (1920)
- Quella che vi ama (The Gilded Lily) (1921)
- Heedless Moths (1921)
- Miss Gloria balla la danza del pavone (Peacock Alley) (1922)
- L'incantesimo del piacere (Fascination) (1922)
- La rosa di Broadway (Broadway Rose) (1922)
- Jazzmania (1923)
- Bambola francese (The French Doll) (1923)
- Gran mondo (Fashion Row) (1923)
- La signorina Mezzanotte (Mademoiselle Midnight) (1924)
- Circe la maga (Circe, the Enchantress) (1924)
- Il passo del destino (Love's Wilderness) (1924)
- Costa meno a prender moglie (Cheaper to Marry) (1925)
- Time, the Comedian (1925)
- Bright Lights (1925)
- Dance Madness (1926)
- Mam'zelle Modiste (Mademoiselle Modiste) (1926)
- Sesso... che non tramonta (The Waning Sex)  (1926)
- A Little Journey (1927)
- Tua moglie ad ogni costo (The Demi-Bride) (1927)
- Adamo e il peccato  (Adam and Evil) (1927)
- Mia moglie mi tradisce (Tea for Three) (1927)
- The Five O'Clock Girl (1928)
- Slym papà (Baby Mine) (1928)
- Il fidanzato di cartone (The Cardboard Lover) (1928)
- L'avventuriera (A Lady of Chance) (1928)
- Marianne (1929)
- La compagnia d'assalto (Marianne) - versione sonora di Marianne (1929)

#### Anni trenta
- La divorziata (The Divorcee) (1930)
- Addio Madrid (In Gay Madrid) (1930) (non accreditato)
- La moglie bella (Let Us Be Gay) - (non accreditato) (1930)
- The Bachelor Father (1931)
- It's a Wise Child (1931)
- Five and Ten (1931)
- Cortigiana (Susan Lenox - Her Fall and Rise) (1931)
- Lovers Courageous (1932)
- Vendetta gialla (The Son-Daughter), co-regia di Clarence Brown - non accreditato (1932)
- Strano interludio (Strange Interlude) (1932)
- Peg del mio cuore (Peg o' My Heart) (1933)
- When Ladies Meet (1933)
- La danza di Venere (Dancing Lady) (1933)
- Outcast Lady (1934)
- Lo scandalo del giorno (After Office Hours) (1935)
- Terra senza donne (Naughty Marietta) (1935)
- La modella mascherata (Escapade) (1935)
- Le due città (A Tale of Two Cities) (1935) (non accreditato)
- Il paradiso delle fanciulle (The Great Ziegfeld) (1936)
- La provinciale (1936) (non accreditato)
- Jim di Piccadilly (Piccadilly Jim) (1936)
- Primavera (Maytime) (1937)
- La lucciola (The Firefly) (1937)
- La città dell'oro (The Girl of the Golden West) (1938)
- Sweethearts, co-regia di W. S. Van Dyke - non accreditato (1938)
- Broadway Serenade (1939)

#### Anni quaranta
- Luna nuova (New Moon) (1940)
- Orgoglio e pregiudizio (Pride and Prejudice) (1940)
- Wapakoneta (Third Finger, Left Hand) (1940)
- Le fanciulle delle follie (Ziegfeld Girl) (1941)
- Quando le signore si incontrano (When Ladies Meet) (1941)
- Maschere di lusso (We Were Dancing) (1942)
- Forzate il blocco (Stand by for Action) (1942)
- Joko l'australiano (The Man from Down Under) (1943)
- Il matrimonio è un affare privato (Marriage Is a Private Affair) (1944)
- Grand hotel Astoria (Week-End at the Waldorf) (1945)
- In fondo al cuore (The Secret Heart) (1946)
- Cinzia (Cynthia) (1947)
- La moglie ricca (B.F.'s Daughter) (1948)
- Corruzione (The Bribe) (1949)
- I fidanzati sconosciuti (In the Good Old Summertime) (1949)

#### Anni cinquanta
- Nancy va a Rio (Nancy Goes to Rio) (1950)
- La duchessa dell'Idaho (Duchess of Idaho) (1950)
- Risposiamoci tesoro! (Grounds for Marriage) (1951)
- L'ingenua maliziosa (Too Young to Kiss) (1951)
- La ragazza della domenica (Everything I Have Is Yours) (1952)
- Il pagliaccio (The Clown) (1953)
- The Great Diamond Robbery (1954)
- Tra due amori (Her Twelve Men) (1954)
- Il ladro del re (The King's Thief) (1955)
- La donna più bella del mondo (1955)
- Il mio amico Kelly (Kelly and Me) (1957)

### Produttore
- The Gilded Lily, regia di Robert Z. Leonard (1921)
- Miss Gloria balla la danza del pavone (Peacock Alley), regia di Robert Z. Leonard (1922)
- Bambola francese (The French Doll), regia di Robert Z. Leonard (1923)
- Gran mondo (Fashion Row), regia di Robert Z. Leonard (1923)
- Mademoiselle Midnight , regia di Robert Z. Leonard (1924)
- Bright Lights, regia di Robert Z. Leonard (1925)
- A Little Journey, regia di Robert Z. Leonard (1927)
- Tua moglie ad ogni costo (The Demi-Bride), regia di Robert Z. Leonard (1927)
- La moglie bella (Let Us Be Gay), regia di Robert Z. Leonard (non accreditato) (1930)
- La modella mascherata (Escapade), regia di Robert Z. Leonard (1935)
- Broadway Serenade, regia di Robert Z. Leonard (1939)

### Presentatore
- Circe, the Enchantress, regia di Robert Z. Leonard (1924)

### Attore (parziale)
Quando manca il nome del regista, questo non viene riportato nei titoli
- Damon and Pythias, regia di Otis Turner - cortometraggio (1908)
- In the Sultan's Power, regia di Francis Boggs - cortometraggio (1909)
- The Christian Martyrs, regia di Otis Turner - cortometraggio (1909)
- The Courtship of Miles Standish, regia di Otis Turner - cortometraggio (1910)
- The Roman, regia di Francis Boggs - cortometraggio (1910)
- Il mago di Oz (The Wonderful Wizard of Oz), regia di Otis Turner - cortometraggio (1910)
- The Common Enemy, regia di Otis Turner - cortometraggio (1910)
- The Padre -  cortometraggio (1911)
- The Code of Honor -  cortometraggio (1911)
- The Scarlet Letter, regia di Joseph W. Smiley e George Loane Tucker - cortometraggio (1911)
- The Still Alarm, regia di Francis Boggs - cortometraggio (1911)
- The Piece of String, regia di Joseph W. Smiley - cortometraggio (1911)
- The Novice, regia di Francis Boggs - cortometraggio (1911)
- The Brothers, regia di Joseph W. Smiley - cortometraggio (1911)
- A Woman's Folly, regia di Robert Z. Leonard - cortometraggio (1913)
- The Great Ganton Mystery - cortometraggio (1913)
- Sally Scraggs: Housemaid, regia di Robert Z. Leonard - cortometraggio  (1913)
- Shon the Piper, regia di Otis Turner - cortometraggio (1913)
- An Arrowhead Romance, regia di Otis Turner (1914)
- The Cycle of Adversity, regia di Otis Turner (1914)
- Michael Arnold and Doctor Lynn, regia di Robert Z. Leonard (1914)
- The Mud Bath Elopement, regia di Robert Z. Leonard (1914)
- From Father to Son, regia di Robert Z. Leonard (194)
- The Fourth Proposal, regia di Robert Z. Leonard - cortometraggio (1914)
- A Race with Death
- The Boob's Honeymoon, regia di Robert Z. Leonard (1914)
- For the Family Honor, regia di Robert Z. Leonard (1914)
- The House Across the Street
- The Senator's Bill, regia di Robert Z. Leonard (1914)
- In the Eye of the Law, regia di Robert Z. Leonard (1914)
- The Ruby Circle, regia di Robert Z. Leonard (1914)
- A Boob Incognito, regia di Robert Z. Leonard (1914)
- Mountain Law, regia di Robert Z. Leonard (1914)
- A Man, a Girl and Another Man, regia di Robert Z. Leonard - cortometraggio (1914)
- Aurora of the North, regia di Lloyd Ingraham (1914)
- A Boob There Was, regia di Robert Z. Leonard (1914)
- The Fox, regia di Lloyd Ingraham (1914)
- Shadowed Lives, regia di Robert Z. Leonard (1914)
- Swede Larson, regia di Robert Z. Leonard (1914)
- The Awakening, regia di Otis Turner (1914)
- A Law Unto Himself, regia di Robert Z. Leonard (1914)
- The Sherlock Boob, regia di Robert Z. Leonard (1914)
- The House of Discord, regia di Robert Z. Leonard (1914)
- When Fate Disposes, regia di Robert Z. Leonard (1914)
- Out of the Darkness (1914)
- At the Foot of the Stairs, regia di Otis Turner (1914)
- An Awkward Cinderella, regia di Otis Turner (1914)
- The Symphony of Souls, regia di Rex Ingram (1914)
- The Hedge Between (1914)
- The Bowl of Roses, regia di Robert Z. Leonard (1914)
- For the Secret Service, regia di Robert Z. Leonard (1914)
- The Boob's Nemesis, regia di Robert Z. Leonard (1914)
- The Mistress of Deadwood Basin, regia di Robert Z. Leonard (1914)
- The Little Sister (1914)
- The Boob's Legacy, regia di Robert Z. Leonard (1914)
- Olaf Erickson, Boss (1914)
- The Decision (1914)
- The Wall Between, regia di Robert Z. Leonard - cortometraggio (1914)
- The Master Key, regia di Robert Z. Leonard (1914)
- His Uncle's Will (1914)
- Mavis of the Glen, regia di Robert Z. Leonard - cortometraggio (1915)
- Married Flirts, regia di Robert Vignola (1924) (cameo)

### Sceneggiatore
- From Father to Son, regia di Robert Z. Leonard - cortometraggio (1914)
- For the Family Honor, regia di Robert Z. Leonard - cortometraggio (1914)
- The Senator's Bill, regia di Robert Z. Leonard - cortometraggio (1914)
- The Sherlock Boob
- The House of Discord, regia di Robert Z. Leonard - cortometraggio (1914)
- The Wall Between - cortometraggio (1914)
- The Master Key, regia di Robert Z. Leonard (1914)
- The Silent Command
- A Boob's Romance, regia di Robert Z. Leonard - cortometraggio (1914)
- Heritage
- The Little Blonde in Black
- Judge Not; or The Woman of Mona Diggings
- Amore moderno (Modern Love), regia di Robert Z. Leonard (1918)
- Danger, Go Slow, regia di Robert Z. Leonard (1918)
- Miss Gloria balla la danza del pavone (Peacock Alley), regia di Robert Z. Leonard (1922)

## Galleria d'immagini

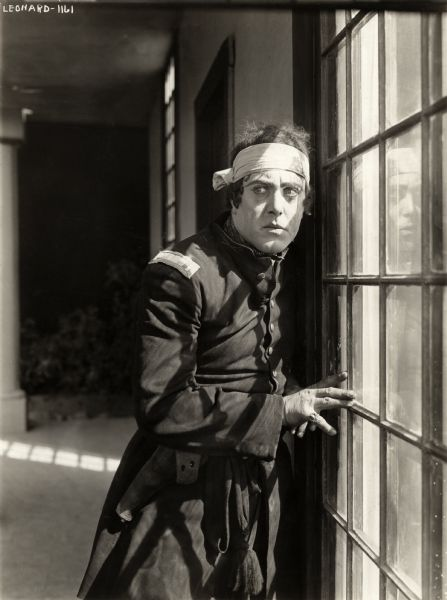
Robert Z. Leonard - Foto di scena di Betty's Dream Hero (1915)
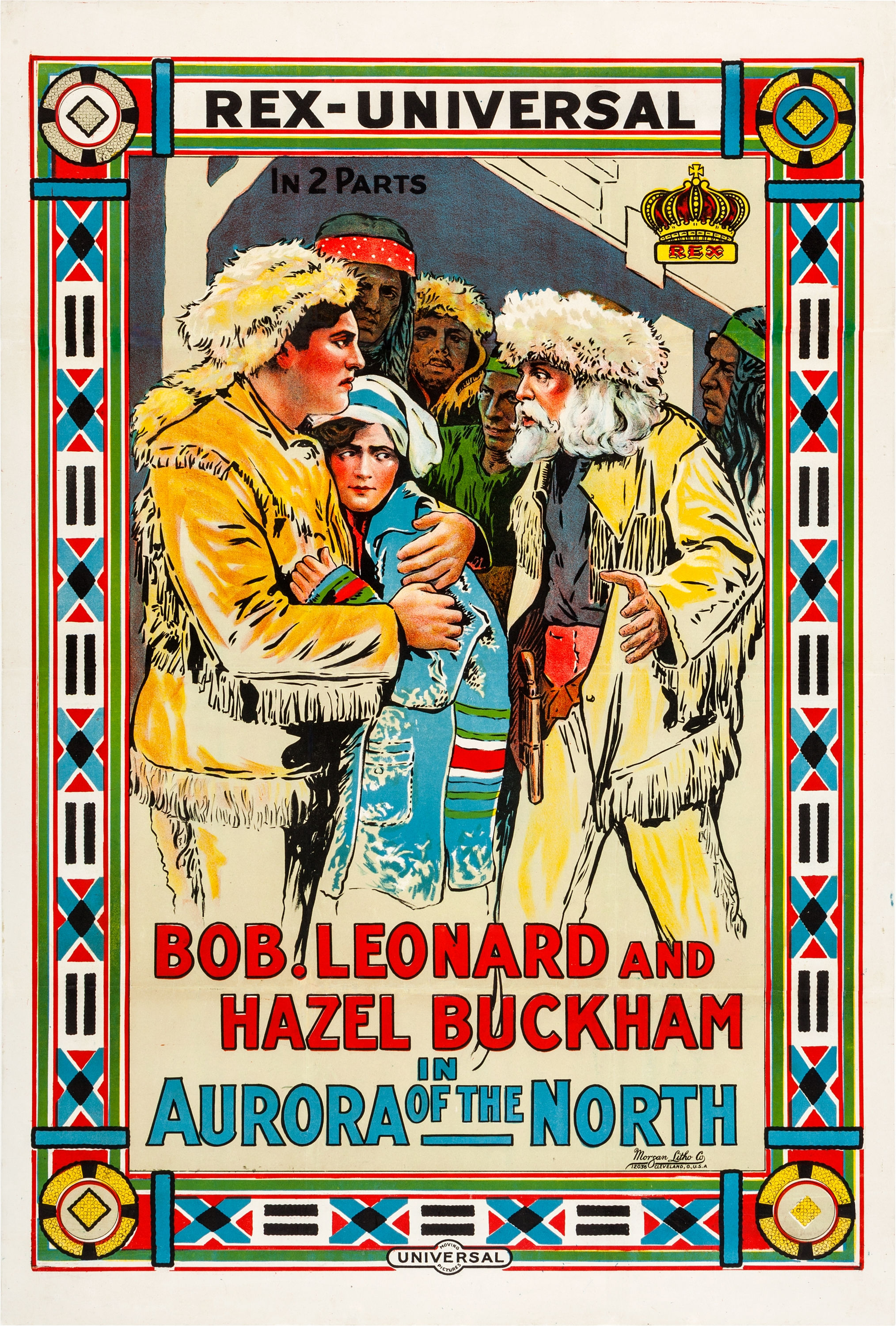
Aurora of the North (1914)
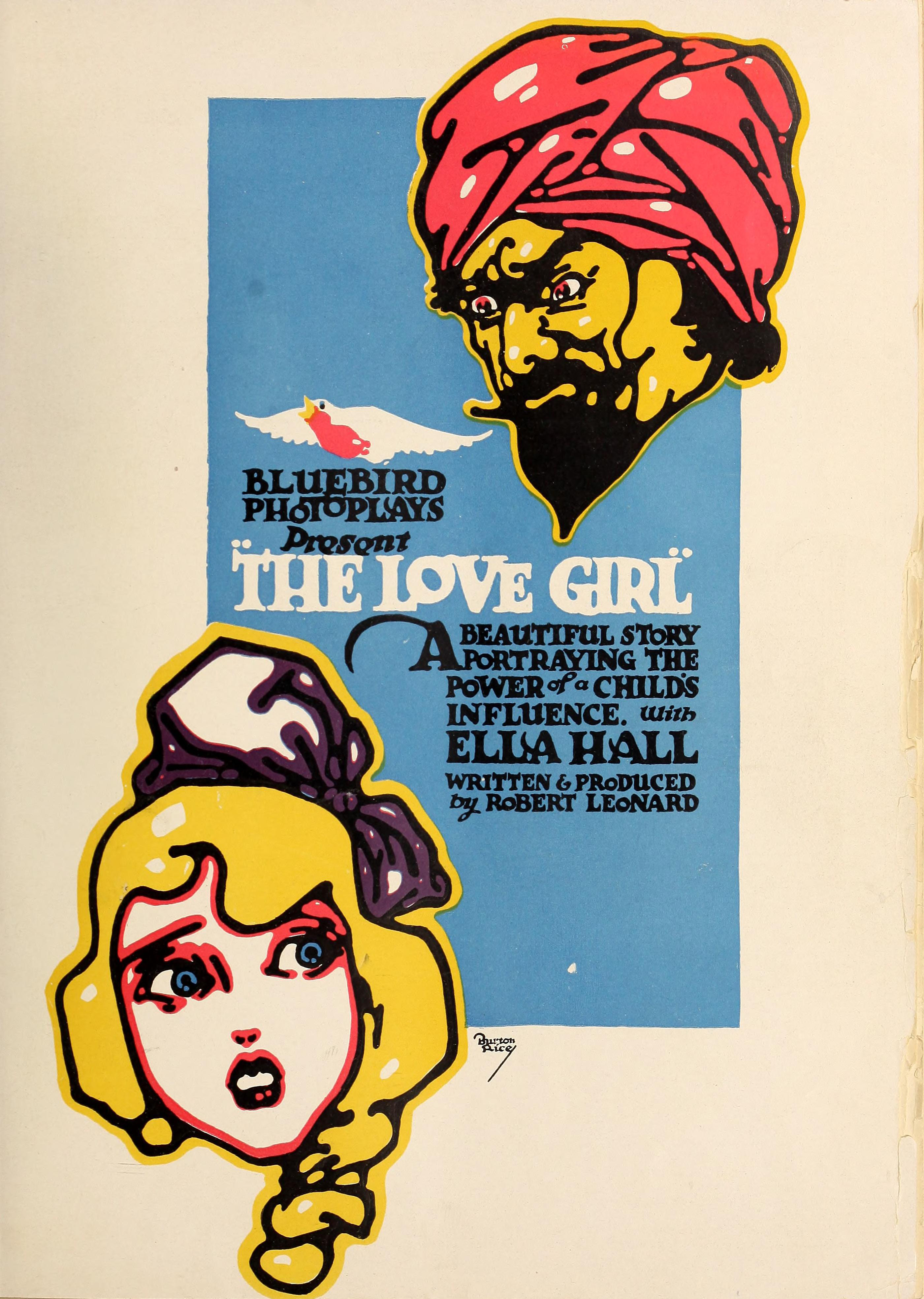
The Love Girl (1916)
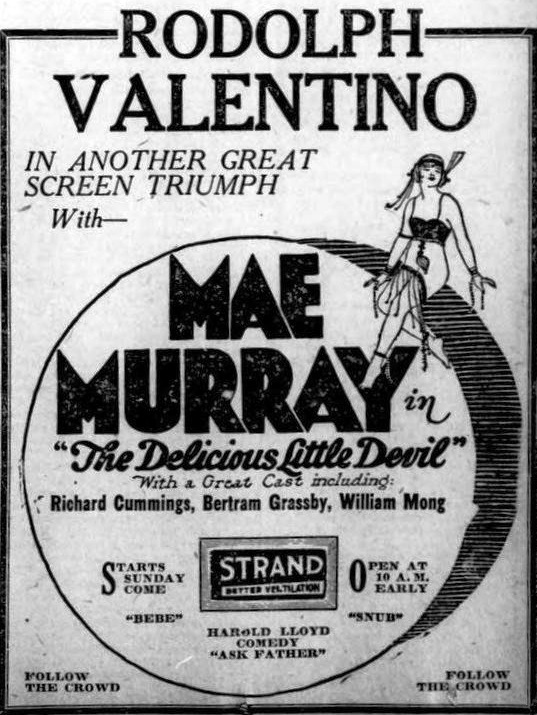
The Delicious Little Devil (1919)
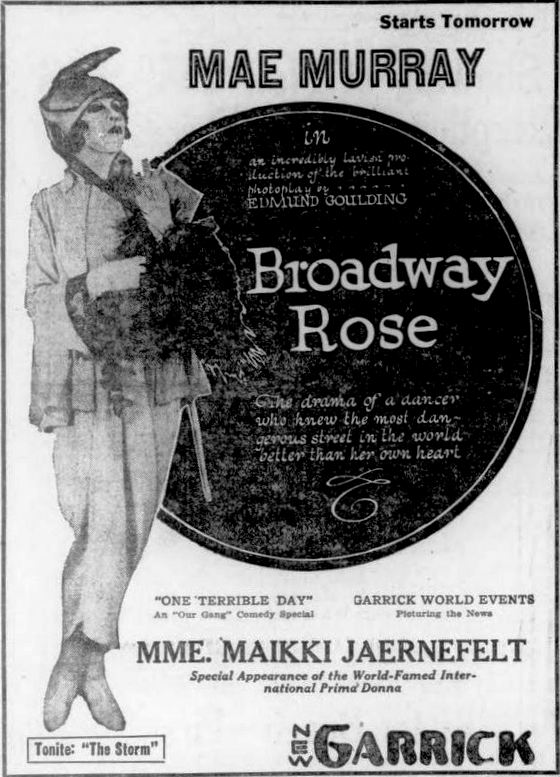
Broadway Rose (1922)
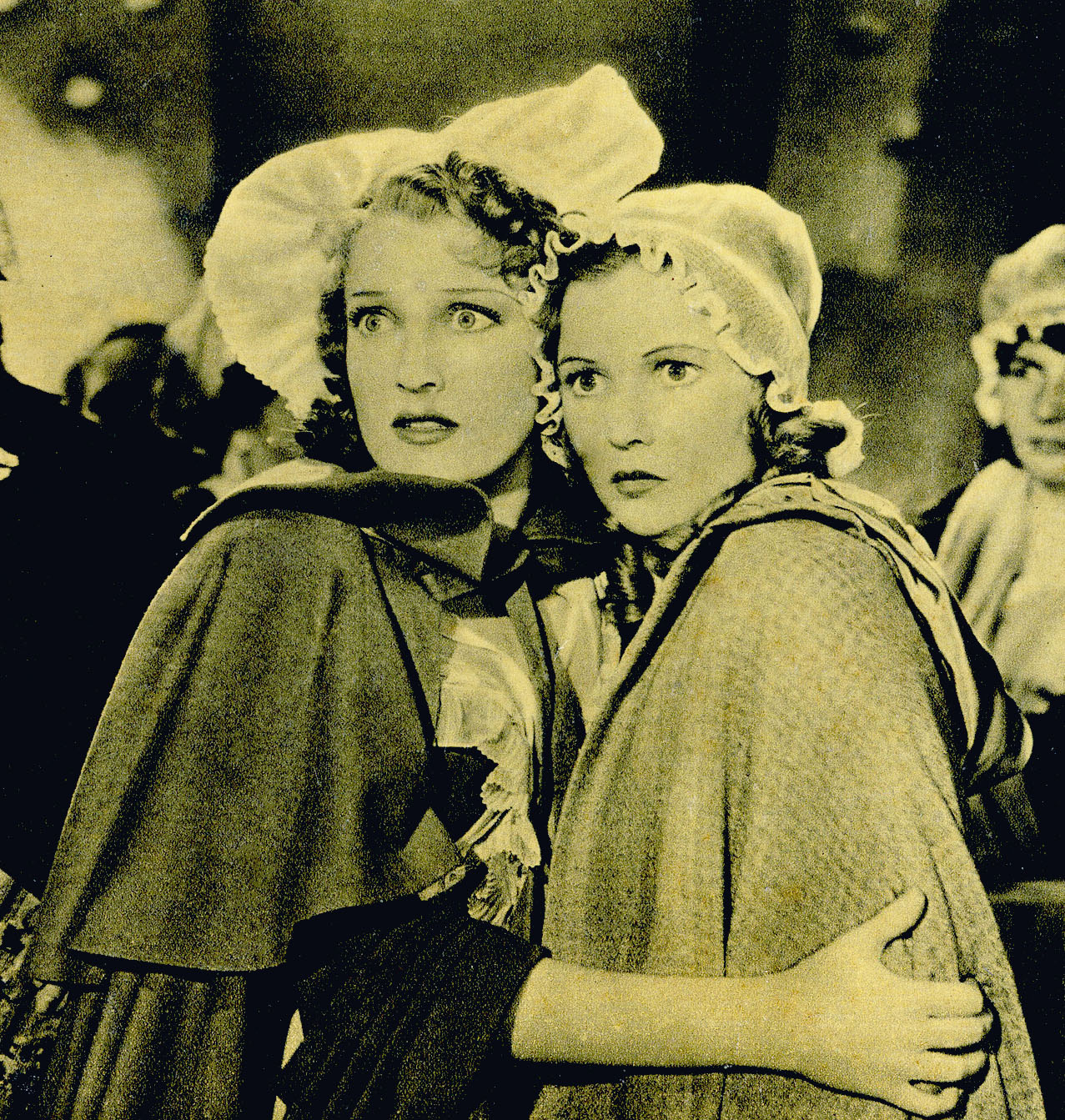
Jeanette MacDonald in Terra senza donne (1935)
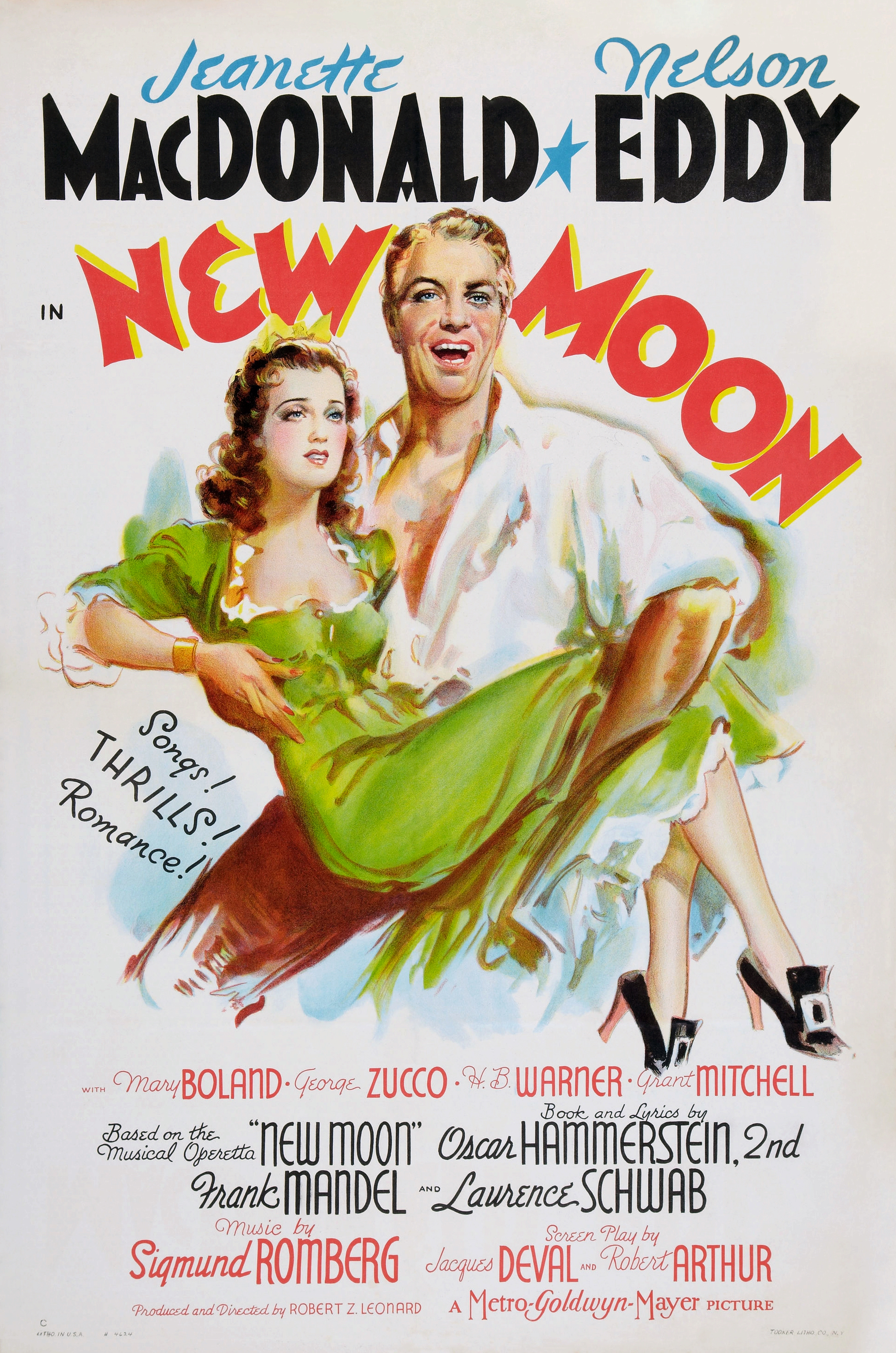
New Moon (1940)